# Angelo "Leadbelly" Rossi
Angelo Rossi, noto anche con lo pseudonimo di Leadbelly (Ancona, 3 marzo 1954), è un cantante, chitarrista e produttore discografico italiano, tra i principali e più apprezzati interpreti italiani di blues e definito il principale interprete del blues acustico in Italia.

## Biografia
Originario di Cardano al Campo, deve il suo soprannome al famoso cantante blues Huddie William Ledbetter al quale si ispira. Le sue esibizioni che avvengono principalmente in solitaria dove si accompagna con la chitarra acustica, quella elettrica, il kazoo e l'armonica, sono legate alla tradizione del delta blues e sovente sono inframmezzate sia da momenti ironici che da vere e proprie citazioni sui suoi trascorsi nella terra del Mississippi. È stato definito il miglior bluesman italiano ed ha partecipato ai principali blues festival italiani, fra cui Pistoia Blues ed esteri. Secondo Adriano Viterbini potrebbe essere scambiato benissimo per un artista americano, abbiamo invece la fortuna di averlo in Italia.
Alla fine degli anni ottanta ha collaborato a lungo con il bluesman statunitense Larry Johnson suonando spesso negli Stati Uniti.
Dopo una prima cassetta autoprodotta nel 1985 ed una continua attività dal vivo in giro per l'Italia viene contattato da Ernesto De Pascale con cui realizza il primo album per l'etichetta Il Popolo del Blues, Jump Up Songs composto da brani registrati in presa diretta.
Nel 2006 pubblica un nuovo album, autoprodotto, I Don't Want to Take Nothing With Me When I'm Gone, che è stato definito un album di valore.
Nel 2012 è promotore del progetto Nerves & Muscles assieme a Max Prandi e Tiziano "Rooster" Galli che ha portato alla realizzazione di New Mind Revolution.

## Discografia

### Album
- 1985 – Devil or Angel (autoprodotto)
- 2001 – Jump Up Songs (Il Popolo del Blues)
- 2006 – I Don't Want to Take Nothing With Me When I'm Gone (autoprodotto)

### Con i Nerves & Muscles
- 2012 – New Mind Revolution (Holdout'n'Bad)

## Compilation
- 1999 – 2120 Michigan Avenue, Chicago, Italia (Il Manifesto)
- 2013 – A.A.V.V. - Blues Made In Italy & European Blues Challenge: il meglio della musica blues italiana CD+DVD (prod. Blues Made In Italy)